# Средноатлантически хребет
Средноатлантическият хребет е средноокеански хребет, граница между раздалечаващи се тектонски плочи, разположена по дължина на дъното на Атлантическия океан. В Северния Атлантик той отделя Евразийската от Северноамериканската плоча, а в Южния Атлантик отделя Африканската от Южноамериканската плоча. Хребетът се простира от хребет Гакел, североизточно от Гренландия, на юг до тройната точка на Буве в Южния Атлантик. Въпреки че Средноатлантическият хребет е основно подводно образувание, части от него имат достатъчно голяма височина, за да се показват над морското равнище. Частта от хребета, включваща остров Исландия, се нарича Рейкянес. Хребетът има средна скорост на спрединг от 2,5 cm/година.

## Откриване
Предположението за хребет в Атлантическия океан за пръв път подхвърля Матю Фонтейн Мори през 1850 г. Съществуването на хребета е открито през експедицията „Чаленджър“, 1872 г. Екипът от учени на борда, водени от Чарлс Уайвил Томсън, откриват голямо възвишение по средата на Атлантика, докато търсят подходящо място за трансатлантически телеграфен кабел. Съществуването на хребета е потвърдено от сонар през 1925 г. и е открито, че продължава около нос Добра надежда към Индийския океан от немска експедиция.
През 1950-те години картографиране на земните океански дъна разкрива, че Средноатлантическия хребет има странна батиметрия на долини и хълмове, като централната долина е сеизмично активна и епицентър на много земетресения. Открито е, че хребетът е част от 40 000-километрова продължителна система на средноокеански хребети, разпростиращи се по дъната на всички океани на Земята. Откриването на тази глобална хребетна система води до теориите на спрединга и континеталния дрейф. Хребетът е централна фигура в разделянето на хипотетичния суперконтинент Пангея, което започва преди около 180 милиона години.

## Точки на интерес
Средноатлантическият хребет включва дълбока рифтова долина, която се простира почти по цялата дължина на оста на хребета. Този рифт обозначава границата между съседните тектонски плочи, където магма от мантията достига океанското дъно, изригвайки под формата на лава и създавайки нов материал за океанската кора на плочите.
Близо до екватора, Средноокеанският хребет се разделя на Северноатлантически хребет и Южноатлантически хребет чрез падината Романш, тясна подводна падина с максимална дълбочина от 7758 m, една от най-дълбоките точки в Атлантическия океан. Тази падина, обаче, не е граница между Северноамериканската и Южноамериканската плоча, нито между Евразийската и Африканската.

## Острови
Островите на Средноатлантическия хребет, от север на юг, със съответните им най-високи точка са:
Северноатлантически хребет
- Ян Майен, 71°06′ с. ш. 8°12′ з. д. / 71.1° с. ш. 8.2° з. д. (2277 m)
- Исландия, 64°01′ с. ш. 16°41′ з. д. / 64.016667° с. ш. 16.683333° з. д. (2109 m)
- Азорски острови, 38°28′00″ с. ш. 28°24′00″ з. д. / 38.466667° с. ш. 28.4° з. д. (2351 m)
- Архипелаг Сао Педро и Сао Пауло, 0°55′08″ с. ш. 29°20′35″ з. д. / 0.918889° с. ш. 29.343056° з. д. (22,5 m)

Южноатлантически хребет
- Възнесение, 7°59′ ю. ш. 14°25′ з. д. / 7.983333° ю. ш. 14.416667° з. д. (859 m)
- Света Елена, 15°57′ ю. ш. 5°41′ з. д. / 15.95° ю. ш. 5.683333° з. д. (818 m)
- Тристан да Куня, 37°05′ ю. ш. 12°17′ з. д. / 37.083333° ю. ш. 12.283333° з. д. (2062 m)
- Гоф, 40°20′ ю. ш. 10°00′ з. д. / 40.333333° ю. ш. 10° з. д. (909 m)
- Буве, 54°24′ ю. ш. 3°21′ и. д. / 54.4° ю. ш. 3.35° и. д. (780 m)

## Геология
Хребетът е разположен върху географско образувание, познато като Средноатлантическо възвишение. Областта на раздалечаване на плочите, където се намира хребета, е образувана през триас.
Средноатлантическият хребет е назъбен от напречни разломи на изместени (до 300 – 600 km) един спрямо друг сегменти. Изследвания в рифтовата зона показват, че геологическия разрез на хребета се състои от два комплекса: горен (базалтов със слоеве карбонатни седименти) и долен (от амфиболити и офиолити)